# Karl Gesell

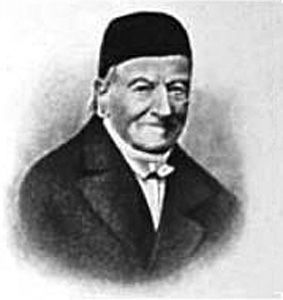
Karl Gesell, um 1870

Heinrich Karl Gesell (* 8. Juni 1800 in Liegnitz; † 4. September 1879 in Leipzig) war ein deutscher Pädagoge. Auf ihn geht die Urform der Schrebergärten zurück.

## Leben
Nach Absolvierung des Gymnasiums in Liegnitz besuchte Karl Gesell das Lehrerseminar in Breslau. Danach studierte er ab 1823 Pädagogik an der Universität in Leipzig. Er war als Lehrer in Dresden, Dessau und Leipzig tätig und wurde zum Oberlehrer befördert.
Nach seiner Pensionierung lebte er in Leipzig. Hier hatte der Schuldirektor Ernst Innozenz Hauschild (1808–1866) mit Leipziger Bürgern 1864 einen Verein gegründet, der sich zur Aufgabe machte, die Ideen des verstorbenen Leipziger Arztes Moritz Schreber (1808–1861) zur Bewegung der Kinder an der frischen Luft umzusetzen. Dieser Schreberverein eröffnete 1865 in der Leipziger Westvorstadt auf einem Wiesengelände einen Schreberplatz zum Spielen und Turnen, dem bald weitere in der Stadt folgten. Zur Beaufsichtigung der Spiele und zur Anleitung von Eltern, die diese Aufgabe übernehmen wollten, engagierte Hauschild den pensionierten Gesell.

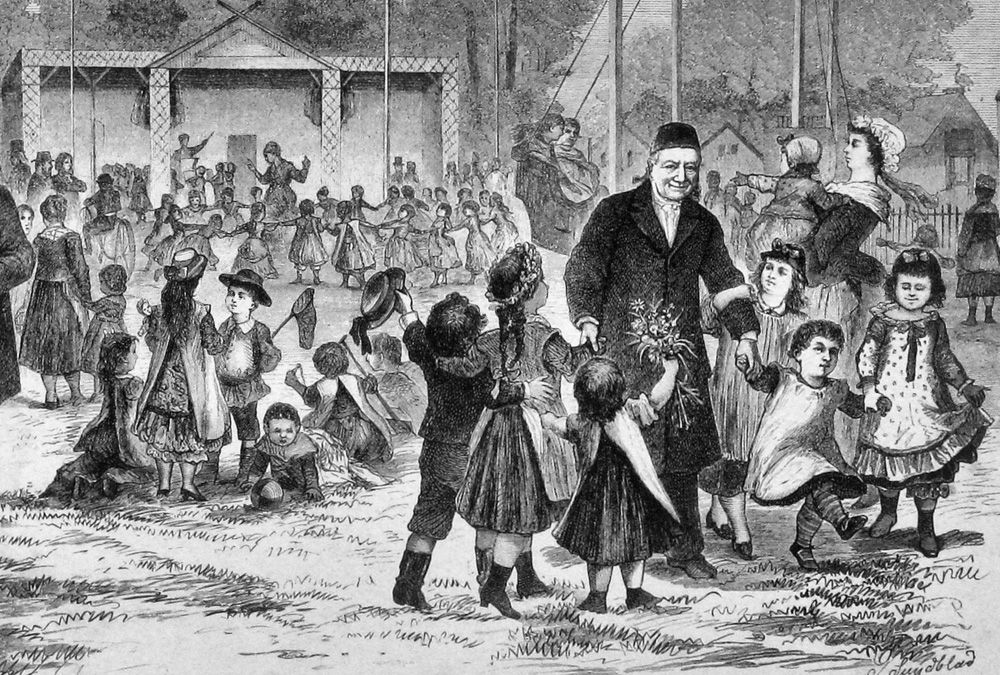
Gesell auf einem Schreberplatz

Er hätte wohl keinen Besseren finden können. Die Gartenlaube schrieb später:
Wer den Schreber-Platz besuchte, der bemerkte gewiß bald einen kleinen freundlichen Herrn mit silberweißem Haar und schwarzem Sammetkäppchen, der, fast immer von einer lustigen Schaar umringt, sich mit ganzer Seele den Kindern und ihren Spielen hingab. Das war der alte Gesell, Leipzigs Spielvater. … - kurz, man sah es ihm auf den ersten Blick an, daß er ein großer Kinderfreund, ein geborener Lehrer war.
Für eine weitere Beschäftigungsmöglichkeit der Kinder und um sie zu regelmäßigem Besuch anzuregen, ließ Gesell 1868 die Kinder am Rand des Wiesenplatzes kleine Blumen- und Gemüsebeete anlegen und pflegen. Allerdings ließ das Interesse der Kinder bald nach, und die Erwachsenen bemächtigten sich der Beete und fanden Gefallen daran – so sehr, dass sie bald weitere Parzellierungen vornahmen und ihre Gärten einzäunten. Die ersten Schrebergärten waren geboren. Gut zwanzig Jahre später gab es allein in Leipzig bereits 14 Schrebervereine, und das Erfolgskonzept wurde von vielen anderen Städten kopiert. So steht Karl Gesell mit im „Leipziger Dreigestirn“ Schreber, Hauschild, Gesell, beziehungsweise gehört zu den Standesheiligen der Schreber-Vereine.
Aber auch die Kinder vergaßen ihren guten Freund nicht. Als Gesell 1879 starb, gaben ihm Hunderte von Kindern das letzte Geleit.